# 港橋金融
港橋金融控股有限公司，簡稱港橋金融控股，以及港橋金融（英語：HKBridge Financial Holdings Limited，港交所：2323），在1985年，由商人會計界卓可風創立，主要經營生產及銷售電路板、電訊、辦公室設備等行業。前身為「至卓國際(控股)有限公司」和「中國港橋控股有限公司」。
其股份自2002年於香港交易所主板上市。而建滔化工佔大約23%股權，主要廠房位於蛇口、韶關、內蒙古通遼等地區。
2018年9月13日，更名為「港橋金融控股有限公司」，取代了「中國港橋控股有限公司」。

## 連結
- TopSearch.com.hk （页面存档备份，存于）
- hkbridge.com.hk （页面存档备份，存于）